# Tomas Delininkaitis
 Tomas Delininkaitis  (* 11. Juni 1982 in Klaipėda, Litauische SSR) ist ein litauischer Basketballspieler. Delininkaitis’ größte Erfolge auf internationaler Ebene sind der Gewinn der Bronzemedaille bei der WM 2010 mit der litauischen Nationalmannschaft
und der Gewinn des ULEB Cup 2004/05 mit dem Verein Lietuvos rytas aus Vilnius. Daneben gewann Delininkaitis mit seinen jeweiligen Vereinen auch Meisterschaften der Baltic Basketball League sowie nationale Titelgewinne in Litauen und der Ukraine.

## Karriere
2002 kam Delininkaitis von seinem Stammverein Neptūnas zu Lietuvos rytas in die litauische Hauptstadt Vilnius. Dort spielte er unter anderem mit seinen Mannschaftskameraden aus der U20-Juniorennationalmannschaft Simas Jasaitis sowie Povilas Čukinas zusammen. In der Spielzeit 2004/05 gelang mit dem Gewinn des ULEB Cup 2004/05 der erste europäische Titelgewinn des Vereins. In der darauffolgenden Spielzeit konnte man dem Erzrivalen Žalgiris Kaunas nicht nur die litauische Meisterschaft, sondern auch den Titel in der baltischen Liga abjagen. Nachdem Spieler wie Robertas Javtokas und Jasaitis sowie Čukinas die Mannschaft verlassen hatten, konnte 2007 nur der Erfolg in der baltischen Liga verteidigt werden.
Anschließend wechselte auch Delininkaitis 2007 ins Ausland und gewann 2008 mit BK Asowmasch aus Mariupol die ukrainische Meisterschaft. Nach einer weiteren Station in der Ukraine beim BK Budiwelnyk aus Kiew wechselte Delininkaitis für die Saison 2009/10 in die spanische Liga ACB zum Basketballklub aus Murcia. Die Mannschaft war jedoch wenig erfolgreich und stieg am Saisonende mit nur fünf Siegen als Tabellenletzter ab. Delininkaitis und der Verein hatten sich bereits Ende Februar wieder getrennt. Anfang April 2010 bekam Delininkaitis einen neuen Vertrag bei PAOK aus Thessaloniki in der griechischen A1 Ethniki, die jedoch in der ersten Play-off-Runde um die griechische Meisterschaft ausschieden. Im Sommer 2010 stand Delininkaitis erneut im Kader der litauischen Nationalmannschaft für die WM-Endrunde 2010 in der Türkei. Nachdem er bereits den Endrundenkadern für die WM 2006 und die EM 2009 angehört hatte, war man bei dieser WM-Endrunde erfolgreicher. Nach einem Vorrundensieg über Europameister Spanien und einem Viertelfinalerfolg über den olympischen Bronzemedaillengewinner Argentinien, in dem Delininkaitis seine beste Turnierleistung mit 16 Punkten in zwölf Minuten Einsatzzeit zeigte, konnte man ungeschlagen bis ins Halbfinale einziehen, in dem man dem Titelverteidiger Vereinigte Staaten unterlag. Durch den Sieg im „kleinen Finale“ gegen Serbien und dem Gewinn der Bronzemedaille blieb dies die einzige Niederlage bei diesem Turnier. Bei den acht Siegen in diesem Turnier gewann man alle Spiele bis auf die Vorrundenspiele gegen Spanien und Kanada mit mindestens zehn Punkten Vorsprung.
Anschließend trennte sich Delininkaitis 2010 im Streit um Gehaltszahlungen von PAOK und kehrte in seine litauische Heimat zurück, wo er sich ausgerechnet dem früheren Erzrivalen Žalgiris aus Kaunas anschloss. Mit diesem Verein gewann er 2011 das „Baltische Triple“ aus nationaler Meisterschaft und Pokalgewinn sowie dem Gewinn der Baltischen Liga. Dies konnte man 2012 bis auf den Gewinn des nationalen Pokals wiederholen. Bei der EM-Endrunde 2011 im eigenen Land belegte Litauen, in dessen Mannschaft Delininkaitis kaum Spielanteile bekommen hatte, den fünften Platz nach einer überraschenden Viertelfinalniederlage gegen Außenseiter Mazedonien und musste in das vorolympische Qualifikationsturnier für die Olympischen Spiele 2012 in London. Nach dem Turnier in Caracas, bei dem sich Litauen qualifizierte und Delininkaitis erneut wenig Spielanteile bekam, tauschte Trainer Kęstutis Kemzūra den Kader auf zwei Positionen aus und dabei unter anderem Delininkaitis gegen seinen langjährigen Mannschaftskameraden Jasaitis. Delininkaitis verpasste damit nach 2008 ein weiteres Mal die Teilnahme an den Olympischen Spielen. Für die Spielzeit 2012/13 ging er erneut in die Basketball Superliga Ukraine und bekam einen Vertrag in Tscherkassy beim BK Mawpy. Dort blieb er eine Saison, spielte kurz in Lettland bei VEF Rīga.
Am 5. November 2014 unterschrieb Tomas Delininkaitis bei AEK Athen der griechischen Basketball-League. In 25 Spielen der regulären Saison, erzielte er durchschnittlich 9,76 Punkte pro Spiel. Am 12. Januar 2016 unterschrieb er für den Rest der Saison beim griechischen Basketballverein AGO Rethymnou. Die Kommende Saison wechselte er wieder zurück in sein Heimatland und unterschrieb bei Vytautas Prienai-Birštonas, wo er dabei half mit dem Verein die BBL-Meisterschaft zu gewinnen und wurde dabei zum MVP. Am 13. Juni 2017 wurde Delininkaitis in das LKL All-Tournament Team berufen und spielte von 2017 bis 2020 mit Neptūnas Klaipėda in der 1. Liga für Basketball in Litauen.
Seit 2020 gehört Delininkaitis zu CBet Jonava.

## Erfolge
- WM-Bronzemedaille 2010
- EM-Silbermedaille 2013
- ULEB Cup 2005
- Baltic Basketball League 2006, 2007, 2011, 2012
- Litauischer Meister 2006, 2011, 2012
- Ukrainischer Meister 2008
- Litauischer Pokalsieger 2011
- BBL-Meisterschaft 2005, 2007, 2017
- Most Valuable Player